# Powiat Kitaōsumi
Powiat Kitaōsumi (jap. 北大隅郡 Kitaōsumi-gun) – dawny powiat w Japonii, w prefekturze Kagoshima.

## Historia

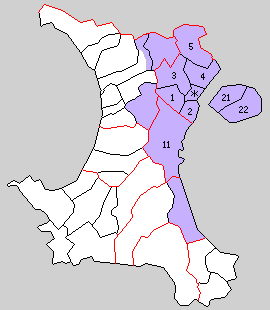
21. Nishisakurajima, 22. Higashisakurajima (1889 r.)

Powiat został założony 9 maja 1887 roku w wyniku podziału powiatu Ōsumi na dwa mniejsze powiaty. Wraz z utworzeniem nowego systemu administracyjnego 1 kwietnia 1889 roku powiat Kitaōsumi został podzielony na 2 wioski: Nishisakurajima i Higashisakurajima.
1 kwietnia 1897 roku powiat został włączony w teren powiatu Kagoshima. W wyniku tego połączenia powiat Kitaōsumi został rozwiązany.